# Barra do Corda
Barra do Corda es un municipio brasileño del estado de Maranhão. La ciudad está localizada en el centro geográfico del estado, en la confluencia de los ríos Corda y Mearim. El río Corda posee aguas claras y frías, mientras el río Mearim posee aguas verdosas y tibias, siendo totalmente navegable desde la confluencia con el río Corda. El municipio es sede de la Región de Planificación de los Guajajaras.
La religión predominante es la católica, teniendo como patrona de la ciudad a Nuestra Señora de la Concepción, que se conmemora el día 8 de diciembre, día festivo en el municipio. La iglesia de Nuestra Señora de la Concepción es uno de los monumentos más visitados de la ciudad y está ubicada en la plaza Melo Uchôa, fundador de la ciudad. Barra do Corda existen varios templos de diversas religiones, siendo los católicos y protestantes con mayor número y en más pequeña cantidad podemos citar los de origen africano (terreiros de umbanda) y los de origen indígena conocido como Terecô. Conocida por su potencial turístico, es también de gran renombre su carnaval, considerado uno de los mejores de Maranhão. 

## Historia
Poco se sabe con certeza acerca del poblamiento del territorio actual del municipio. Según la versión más extendida, se considera como fundador de Barra do Corda el cearense Manoel Rodrigues de Melo Uchoa. El territorio constituía dominio de tribus canelas, del tronco de los gês y guajajaras, de la línea Tupi. Los años que siguieron a la Independencia, Melo Uchoa, por cuestiones de familia, fue a Riachão, en el Estado del Maranhão. En sus viajes a São Luís, estableció buenas relaciones de amistad con ciudadanos de pro, entre los cuales el Cônego Hacha. Orientado por este, al parecer, fue llevado a escoger un local, entre la Chapada, hoy Grajaú, y Pastos Buenos, para lanzar las bases de una población. Melo Uchoa recorrió el río Corda o “de las Cuerdas”, hasta su desembocadura, llegando al lugar que escogió para fundar la nueva ciudad, atendiendo no sólo a las condiciones topográficas como la presencia de agua potable o la posibilidad de navegación fluvial hasta São Luís.
Al volver al local donde pretendía construir la nueva ciudad, ahora acompañado de su familia, algunos amigos e indios, levantó un esbozo topográfico, detallando los contornos de la última curva del Corda y más accidentes locales. Más tarde, llevó el “croquis” al conocimiento del presidente de la Provincia, Antônio Pedro da Costa Ferreira, por intermediación del Desembargador Vieira. Así comenzó la fundación de Barra do Corda, en 1835. Melo Uchoa tenía el puesto de Teniente de Primera Línea y fue precursor de la apertura de carreteras y de la protección a los indios, siendo el primer encargado de ese servicio. Construyó la primera carretera entre Barra do Corda y Pedreiras, con 240 kilómetros de extensión. Falleció paupérrimo, en Barra do Corda, según consta, el 7 de septiembre de 1866, dejando siete hijos.
Colaborando con el fundador, después de su muerte, se empeñaron en el desarrollo de Barra do Corda, entre otros, Abdias Nieves, Frederico Souza Melo Albuquerque, Isaac Martins, Frederico Figueira Fortunato Fialho, Anibal Nogueira, Vicente Reverdoza y Manoel Raimundo Maciel Pariente.
El territorio del municipio recibió sucesivamente las denominaciones de Misiones, Vila de Santa Cruz, Santa Cruz de la Barra do Corda y Barra del Río de las Cuerdas. Hecho de gran repercusión conectado a la historia del municipio fue la masacre de la colonia Alto Alegre por los indios, el 13 de marzo de 1901, en la cual perecieron más de 200 personas, muchas de ellas frailes y monjas. Más recientemente tuvo Barra do Corda su vida conturbada por ocasión de los movimientos revolucionarios de 1924 y 1930.

## Geografía
Barra do Corda posee una extensión territorial de 5190,339 km². Se sitúa a 5°30'21' de latitud sur  y 45°14'34' de longitud oeste, estando a una distancia de 462 km de la capital provincial. Los municipios limítrofes son Formosa da Serra Negra y Fernando Falcão al sur; Grajaú, Itaipava do Grajaú y Jenipapo dos Vieiras, al  oeste; Tuntum, al este y Joselândia, São Roberto, São Raimundo do Doca Bezerra, al norte. 

### Clima
El clima de Barra do Corda se define como Tropical tipo Aw en consonancia con la clasificación climática de Köppen. Posee veranos calientes y lluviosos e inviernos suaves y secos. La media pluviométrica de Barra do Corda es de 1 122,5 mm anuales, con lluvias concentradas entre los meses de octubre y abril. El mes más lluvioso es marzo, con 218,9 mm y el mes más seco es julio, con 7,8 mm. El tiempo de insolación total es de 2 177,2. El mes más caliente es octubre, cuando la temperatura media es de 27,4º y el mes más frío es julio, cuando la media es de 24,4º y las temperaturas permanece por debajo de los 15 °C.

## Demografía
Su población estimada en 2017 era de 87.135 habitantes. En consonancia con datos del Instituto Brasileño de Geografía y Estadística (IBGE), en 2010 la población de Barra do Corda era, según su creencias:
- 66.529 católicos.
- 11.947 protestantes.

## Transporte
- Rodoviário: BR-226
- Fluvial: río Mearim y río Corda, donde ocurre el encuentro de los dos ríos.